# Ташрік Морріс
Ташрік Морріс (англ. Tashreeq Morris; нар. 13 травня 1994, Кейптаун) — південноафриканський футболіст, нападник клубу «Кайзер Чифс».

## Клубна кар'єра
У дорослому футболі дебютував 2013 року виступами за команду клубу «Аякс» (Кейптаун), кольори якого захищав до 2019 року.
З 2019 до 2022 Ташрік виступав за «Кейптаун Сіті».
У 2022 році перейшов до команди «Секхукхуне Юнайтед».
3 лютого 2025 року Морріс перейшов до клубу «Кайзер Чифс».

## Виступи за збірну
2016 року захищав кольори олімпійської збірної ПАР. У складі цієї команди провів 3 матчі. У складі збірної — учасник футбольного турніру на Олімпійських іграх 2016 року у Ріо-де-Жанейро.